# Koceila Berchiche
Koceila Berchiche (sinh ngày 5 tháng 8 năm 1985 ở Beni Douala) là một cầu thủ bóng đá người Algérie hiện tại thi đấu cho MC El Eulma ở Giải bóng đá hạng nhất quốc gia Algérie.

## Sự nghiệp câu lạc bộ
Berchiche khởi đầu sự nghiệp ở hệ thống trẻ cho JS Kabylie nhưng sau đó rời để đến MO Béjaïa và USM Alger. Đội bóng chuyên nghiệp đầu tiên của anh là WA Rouiba nơi anh thi đấu 2 mùa giải trước khi gia nhập JS Kabylie vào mùa hè năm 2008 theo dạng chuyển nhượng tự do.

## Sự nghiệp quốc tế
Berchiche là thành viên của đội tuyển quốc gia Algérie.

## Danh hiệu
- Vô địch World Military Cup 1 lần cùng với Đội tuyển quốc gia Quân đội Algérie năm 2011